# Абсолютная сходимость
Сходящийся ряд {\displaystyle \sum a_{n}} называется сходящимся абсолютно, если сходится ряд из модулей {\displaystyle \sum |a_{n}|}, иначе — сходящимся условно.
Аналогично, если несобственный интеграл {\displaystyle \int f(x)\,dx} от функции сходится, то он называется сходящимся абсолютно или условно в зависимости от того, сходится или нет интеграл от её модуля {\displaystyle \int |f(x)|\,dx}.
В случае общего нормированного пространства модуль в определении заменяется на норму.

## Ряды

### Признаки абсолютной сходимости

#### Признак сравнения
Если {\displaystyle \exists N_{0}:|a_{n}|\leqslant b_{n}} при {\displaystyle n\geqslant N_{0}}, то:
- если ряд {\displaystyle \sum b_{n}} сходится, то ряд {\displaystyle \sum a_{n}} сходится абсолютно
- если ряд {\displaystyle \sum a_{n}} расходится, то ряд {\displaystyle \sum b_{n}} расходится

Согласно критерию Коши, {\displaystyle \forall \varepsilon >0\ \exists N\geqslant N_{0}\ \forall m\geqslant n\geqslant N:\left|\sum _{k=n}^{m}b_{k}\right|\leqslant \varepsilon }. Значит, {\displaystyle \left|\sum _{k=n}^{m}a_{k}\right|\leqslant \sum _{k=n}^{m}|a_{k}|\leqslant \sum _{k=n}^{m}b_{k}\leqslant \left|\sum _{k=n}^{m}b_{k}\right|\leqslant \varepsilon }, и по критерию Коши ряд {\displaystyle \sum a_{n}} сходится. Второе утверждение следует из первого, так как если бы ряд {\displaystyle \sum b_{n}} сходился, то и ряд {\displaystyle \sum a_{n}} сходился бы.

#### Признак сходимости рядов с монотонно убывающими членами
Пусть {\displaystyle a_{1}\geqslant a_{2}\geqslant a_{3}\geqslant ...\geqslant 0}. Тогда ряд {\displaystyle \sum _{n=1}^{\infty }a_{n}} сходится тогда и только тогда, когда сходится ряд {\displaystyle \sum _{k=0}^{\infty }2^{k}a_{2^{k}}=a_{1}+2a_{2}+4a_{4}+8a_{8}+...}
Обозначим:
{\displaystyle s_{n}=a_{1}+a_{2}+...+a_{n}}
{\displaystyle t_{k}=a_{1}+2a_{2}+4a_{4}+...+2^{k}a_{2^{k}}}
Поскольку сходимость ряда с неотрицательными членами эквивалентна ограниченности последовательности его частичных сумм, то достаточно показать, что {\displaystyle s_{n}} и {\displaystyle t_{k}} ограничены или не ограничены одновременно.
При {\displaystyle n<2^{k}} имеем
{\displaystyle s_{n}\leqslant a_{1}+(a_{2}+a_{3})+...+(a_{2^{k}}+...+a_{2^{k+1}-1})\leqslant a_{1}+2a_{2}+...+2^{k}a_{2^{k}}=t_{k}}
Таким образом, {\displaystyle s_{n}\leqslant t_{k}}
С другой стороны, при {\displaystyle n>2^{k}}
{\displaystyle s_{n}\geqslant a_{1}+a_{2}+(a_{3}+a_{4})+...+(a_{2^{k-1}+1}+...+a_{2^{k}})\geqslant {\frac {1}{2}}a_{1}+a_{2}+2a_{4}+...+2^{k-1}a_{2^{k}}={\frac {1}{2}}t_{k}}
Таким образом, {\displaystyle 2s_{n}\geqslant t_{k}} и последовательности {\displaystyle s_{n}} и {\displaystyle t_{k}} или обе ограничены, или обе не ограничены.

#### Признаки Коши и д’Аламбера
Признак д’Аламбера
Ряд {\displaystyle \sum a_{n}}
1. Сходится абсолютно, если {\displaystyle \varlimsup _{n\to \infty }\left|{\frac {a_{n+1}}{a_{n}}}\right|<1}
2. Расходится, если {\displaystyle \varliminf _{n\to \infty }\left|{\frac {a_{n+1}}{a_{n}}}\right|>1}
3. Существуют как сходящиеся, так и расходящиеся ряды, для которых {\displaystyle \varliminf _{n\to \infty }\left|{\frac {a_{n+1}}{a_{n}}}\right|\leqslant 1\leqslant \varlimsup _{n\to \infty }\left|{\frac {a_{n+1}}{a_{n}}}\right|}

Признак Коши
Пусть задан ряд {\displaystyle \sum a_{n}} и {\displaystyle \alpha =\varlimsup _{n\to \infty }{\sqrt[{n}]{|a_{n}|}}}. Тогда
1. Если {\displaystyle \alpha <1}, то ряд сходится абсолютно
2. Если {\displaystyle \alpha >1}, то ряд расходится
3. Существуют как сходящиеся, так и расходящиеся ряды, для которых {\displaystyle \alpha =1}

Утверждение о сходимости в признаках Коши и Даламбера выводится из сравнения с геометрической прогрессией (со знаменателями {\displaystyle \varlimsup _{n\to \infty }\left|{\frac {a_{n+1}}{a_{n}}}\right|} и {\displaystyle \alpha } соответственно), о расходимости — из того, что общий член ряда не стремится к нулю.
Если признак Даламбера указывает на сходимость, то и признак Коши указывает на сходимость; если признак Коши не позволяет сделать вывода о сходимости, то и признак Даламбера тоже не позволяет сделать никаких выводов.
Признак Коши сильнее признака Даламбера, поскольку существуют ряды, для которых признак Коши указывает на сходимость, а признак Даламбера не указывает на сходимость.

#### Интегральный признак Коши — Маклорена
Пусть задан ряд {\displaystyle \sum _{n=1}^{\infty }a_{n},a_{n}\geqslant 0} и функция {\displaystyle f(x):\mathbb {R} \to \mathbb {R} } такая, что:
- {\displaystyle f(x)} нестрого монотонно убывает: {\displaystyle x_{1}<x_{2}\Rightarrow f(x_{1})\geqslant f(x_{2})}
- {\displaystyle \forall \ n:\ f(n)=a_{n}}

Тогда ряд {\displaystyle \sum _{n=1}^{\infty }a_{n}} и интеграл {\displaystyle \int \limits _{1}^{\infty }f(x)dx} сходятся или расходятся одновременно, причём {\displaystyle \forall k\geqslant 1\ \sum _{n=k}^{\infty }a_{n}\geqslant \int \limits _{k}^{\infty }f(x)dx\geqslant \sum _{n=k+1}^{\infty }a_{n}}

#### Признак Раабе
Пусть задан ряд {\displaystyle \sum a_{n}}, {\displaystyle a_{n}>0} и {\displaystyle R_{n}=n\left({\frac {a_{n}}{a_{n+1}}}-1\right)}.
1. Если {\displaystyle \varliminf _{n\to \infty }R_{n}>1}, то ряд сходится
2. Если {\displaystyle \varlimsup _{n\to \infty }R_{n}\leqslant 1}, то ряд расходится
3. Существуют как сходящиеся, так и расходящиеся ряды, для которых {\displaystyle \varliminf _{n\to \infty }R_{n}\leqslant 1\leqslant \varlimsup _{n\to \infty }R_{n}}

Признак Раабе основан на сравнении с обобщённым гармоническим рядом

### Действия над рядами
- Если оба ряда {\displaystyle \sum a_{n}} и {\displaystyle \sum b_{n}} сходятся абсолютно, то и их сумма {\displaystyle \sum (a_{n}+b_{n})} сходится абсолютно
- Если хотя бы один из рядов {\displaystyle \sum _{n=0}^{\infty }a_{n}} и {\displaystyle \sum _{n=0}^{\infty }b_{n}} сходится абсолютно, то их произведение по Коши {\displaystyle \sum c_{n},c_{n}=\sum _{k=0}^{n}a_{k}b_{n-k}} сходится, если же оба ряда сходятся абсолютно, то и их произведение сходится абсолютно
- Ряд сходится абсолютно тогда и только тогда, когда каждая его перестановка сходится. При этом все перестановки абсолютно сходящегося ряда сходятся к одной и той же сумме.

### Примеры
Рассмотрим ряд {\displaystyle {\frac {1}{2}}+{\frac {1}{3}}+{\frac {1}{2^{2}}}+{\frac {1}{3^{2}}}+{\frac {1}{2^{3}}}+...}. Для этого ряда:
- {\displaystyle \varliminf _{n\to \infty }{\frac {a_{n+1}}{a_{n}}}=\lim _{n\to \infty }\left({\frac {2}{3}}\right)^{n}=0}
- {\displaystyle \varlimsup _{n\to \infty }{\sqrt[{n}]{a_{n}}}=\lim _{n\to \infty }{\sqrt[{2n}]{\frac {1}{2^{n}}}}={\frac {1}{\sqrt {2}}}}
- {\displaystyle \varlimsup _{n\to \infty }{\frac {a_{n+1}}{a_{n}}}=\lim _{n\to \infty }\left({\frac {3}{2}}\right)^{n}=+\infty }

Таким образом, признак Коши указывает на сходимость, признак Даламбера же не позволяет сделать никаких заключений.
Рассмотрим ряд {\displaystyle \sum _{n=1}^{\infty }2^{n-(-1)^{n}}}
- {\displaystyle \varlimsup _{n\to \infty }{\frac {a_{n+1}}{a_{n}}}=\lim _{n\to \infty }{\frac {2^{n+1+1}}{2^{n-1}}}=8}
- {\displaystyle \varliminf _{n\to \infty }{\frac {a_{n+1}}{a_{n}}}=\lim _{n\to \infty }{\frac {2^{n+1-1}}{2^{n+1}}}={\frac {1}{2}}}
- {\displaystyle \varlimsup _{n\to \infty }{\sqrt[{n}]{a_{n}}}=\lim _{n\to \infty }2{\sqrt[{n}]{2^{(-1)^{n}}}}=2}

Таким образом, признак Коши указывает на расходимость, признак Даламбера же не позволяет сделать никаких заключений.
Ряд {\displaystyle \sum _{n=1}^{\infty }{\frac {1}{n^{\alpha }}}} сходится при {\displaystyle \alpha >1} и расходится при {\displaystyle \alpha \leqslant 1}, однако:
- {\displaystyle \varliminf _{n\to \infty }{\frac {a_{n+1}}{a_{n}}}=\lim _{n\to \infty }\left({\frac {n}{n+1}}\right)^{\alpha }=1}
- {\displaystyle \varlimsup _{n\to \infty }{\sqrt[{n}]{a_{n}}}=\lim _{n\to \infty }n^{\alpha /n}=1}
- {\displaystyle \varlimsup _{n\to \infty }{\frac {a_{n+1}}{a_{n}}}=\lim _{n\to \infty }\left({\frac {n}{n+1}}\right)^{\alpha }=1}

Таким образом, признаки Коши и Даламбера не позволяют сделать никаких выводов.
Ряд {\displaystyle \sum _{n=1}^{\infty }{\frac {(-1)^{n}}{n}}} сходится условно по признаку Лейбница, но не абсолютно, так как гармонический ряд {\displaystyle \sum _{n=1}^{\infty }\left|{\frac {(-1)^{n}}{n}}\right|=\sum _{n=1}^{\infty }{\frac {1}{n}}} расходится.

## Абсолютная сходимость несобственных интегралов первого рода
Определение
Несобственный интеграл первого рода {\displaystyle \int \limits _{a}^{+\infty }f(x)dx} называется абсолютно сходящимся, если сходится интеграл {\displaystyle \int \limits _{a}^{+\infty }|f(x)|dx}.
Свойства
- из сходимости интеграла {\displaystyle \int \limits _{a}^{+\infty }|f(x)|dx} вытекает сходимость интеграла {\displaystyle \int \limits _{a}^{+\infty }f(x)dx}.
- Для выявления абсолютной сходимости несобственного интеграла первого рода используют признаки сходимости несобственных интегралов первого рода от неотрицательных функций.
- Если интеграл {\displaystyle \int \limits _{a}^{+\infty }|f(x)|dx} расходится, то для выявления условной сходимости несобственного интеграла первого рода могут быть использованы признаки Абеля и Дирихле.

## Абсолютная сходимость несобственных интегралов второго рода
Определение
Пусть {\displaystyle f(x)} определена и интегрируема на {\displaystyle [a;b-\varepsilon \ ]\quad \forall \varepsilon \ \in (0;b-a)}, неограничена в левой окрестности точки {\displaystyle b}.
Несобственный интеграл второго рода {\displaystyle \int \limits _{a}^{b}f(x)dx} называется абсолютно сходящимся, если сходится интеграл {\displaystyle \int \limits _{a}^{b}|f(x)|dx}.
Свойства
- из сходимости интеграла {\displaystyle \int \limits _{a}^{b}|f(x)|dx} вытекает сходимость интеграла {\displaystyle \int \limits _{a}^{b}f(x)dx}.
- Для выявления абсолютной сходимости несобственного интеграла второго рода используют признаки сходимости несобственных интегралов второго рода от неотрицательных функций.
- Если интеграл {\displaystyle \int \limits _{a}^{b}|f(x)|dx} расходится, то для выявления условной сходимости несобственного интеграла второго рода могут быть использованы признаки Абеля и Дирихле.